# E573 (európai út)
Az E573 az európai folyosók egyik útja, mely a magyarországi Püspökladánynál kezdődik, és az ukrajnai Ungvárnál ér véget.

## Nyomvonala
Püspökladánynál, az E60-as számú európai út a 42-es főút folytatásaként halad Románián, Grúzián, Azerbajdzsánon át Kirgizisztánba; a 4-es főút folytatásán az E573-as korridor halad tovább. Hajdúszoboszlót, Debrecent majd Újfehértót kikerülve éri el Nyíregyházát, ahol egy darabon az út, az M3-as autópálya részét képezi, majd a 403-as főúton át ismét a 4-es főútra visz ki Nyírturánál, majd vezet el Kisvárda elkerülésével a záhonyi határátkelőig, ahol Csapot érintve, Ungvárnál ér véget.
Szerves része a 4-es főútnak, az M35-ös autópályának, a 354-es főútnak, az M3-as autópályának és a 403-as főútnak Magyarországon, majd az M06-os főútnak Ukrajnában.

### Keresztező főutak
- 42-es főút – Püspökladány
- 33-as főút – Debrecen
- M35-ös autópálya – Debrecen
- 35-ös főút – Debrecen
- M3-as autópálya – Nyíregyháza
- 41-es főút – Nyíregyháza
- T0710-es út – Csap
- T0701-es út – Kereknye és Baranya között
- T0706-os út – Ungdaróc